# Amad Al-Hosni
Amad Al-Hosni, de son nom complet Amad Ali Suleiman Al-Hosni (arabe : عماد علي الحوسني), est un footballeur omanais, né le 18 juillet 1984 à Mascate.

## Palmarès

### En club
- Qatar SC :
  - Vice-champion du Championnat du Qatar en 2006.
  - Finaliste de la Coupe Crown Prince de Qatar en 2006.

- Al-Rayyan :
  - Vainqueur de la Coupe du Qatar en 2010.
  - Finaliste de la Coupe du Qatar en 2009.
  - Finaliste de la Coupe Crown Prince de Qatar en 2009.

- Al-Ahli :
  - Vice-champion du Championnat d'Arabie saoudite en 2012.
  - Vainqueur de la Coupe du Roi des champions d'Arabie saoudite en 2011 et 2012.
  - Finaliste de la Ligue des champions en 2012.

### En sélection nationale
- Vainqueur de la Coupe du Golfe en 2009.
- Finaliste de la Coupe du Golfe en 2004 et 2007.

### Récompenses
- Meilleur buteur de la Coupe du Golfe en 2004 (4 buts).
- Élu meilleur joueur de la Coupe du Golfe en 2004.